# Le Mans - Scorciatoia per l'inferno
Le Mans - Scorciatoia per l'inferno è un film del 1970 diretto da Osvaldo Civirani con lo pseudonimo di Richard Kean.

## Trama
John Scott, pilota ritiratosi a seguito di un drammatico incidente avvenuto sul circuito di Le Mans, resta nell'ambiente delle corse come progettista ed istruttore, tentando di portare Dustin Rich, un giovane pilota spericolato ed inviso dai colleghi più esperti a causa della sua aggressività ed imprudenza in corsa, al successo. La sua attività tuttavia lo allontana progressivamente dalla moglie Sheila, la quale, nonostante sia corteggiata anche da Dustin, gli rimane fedele, ma, attraverso una faticosa collaborazione, Scott riuscirà a portare alla vittoria il giovane pilota su di una vettura da lui progettata, ricostruendo anche il rapporto con la moglie.

## Produzione
Le riprese sono state realizzate presso gli autodromi di Monza, Jarama e Zandvoort; altre scene sono state realizzate a Amsterdam e a Modena. Nelle sequenze del film si vedono chiaramente le vetture ed alcuni piloti della stagione di Formula 1 1970. Per la consulenza tecnica la produzione si è affidata all'ex pilota di F1 Giancarlo Baghetti.

## Distribuzione
Il film è arrivato nelle sale italiane dal 3 settembre 1970; è stato distribuito anche negli Stati Uniti originariamente con il titolo "Le Mans, Shortcut to Hell", successivamente come "Summer Love".